# Umma (islam)
L'umma (àrab: أمّة, umma, ‘comunitat’ o ‘nació’, amb la mateixa etimologia que أمّ, umm, ‘mare’) designa, dins de l'islam, la «comunitat dels creients» més enllà de la seva nacionalitat, dels seus lligams familiars i de la divisió dels poders polítics que els governen. Va néixer l'any 622 amb l'hègira, moment en què els primers fidels renunciaren a l'organització clànica, prevalent fins aleshores, per adoptar una comunitat de fe.
Tanmateix, la noció d'umma mai no ha aconseguit transcendir completament les divisions degudes a les heterodòxies i a les rivalitats ètniques i polítiques.
La primera ruptura de l'umma data de l'any 910, quan el fatimita Ubayd-Al·lah al-Mahdí es proclamà califa contra el califa abbàssida de Bagdad. Dues lògiques de successió s'oposaren: d'un costat, segons els fatimites, el califa havia de ser un descendent d'Alí i de Fàtima; de l'altre, els que volien un califa eixit del clan quraixita. Aquesta divisió reprenia exactament la ruptura més antiga entre xiïtes i sunnites en el moment de designar el primer califa: d'un costat, Alí, gendre i fill adoptiu de Mahoma, i de l'altre, Abu-Bakr as-Siddiq, sogre de Mahoma, però parent més llunyà. En aquesta disputa, els kharigites van refusar qualsevol caràcter dinàstic al títol de califa, el qual havia d'escollir-se entre els millors musulmans.
El califat es mantingué fins al 1926, sota la forma del califat otomà, fins que Mustafà Kemal Atatürk el dissolgué.
Des del començament del segle xx, el terme umma ha estat reprès pels diferents nacionalismes del món àrab per designar la nació, així com per moviments politicoreligiosos panislamistes com els Germans Musulmans, conferint-li una connotació política.